# Olympische Jugend-Sommerspiele 2018/Teilnehmer (Niederlande)
| Gelbes Symbol für Goldmedaillen mit stilisierten Olympischen Ringen | Graues Symbol für Silbermedaillen mit stilisierten Olympischen Ringen | Braundes Symbol für Bronzemedaillen mit stilisierten Olympischen Ringen |
| ------------------------------------------------------------------- | --------------------------------------------------------------------- | ----------------------------------------------------------------------- |
| —                                                                   | 1                                                                     | 5                                                                       |

Die niederländische Jugend-Olympiamannschaft für die III. Olympischen Jugend-Sommerspiele vom 6. bis 18. Oktober 2018 in Buenos Aires (Argentinien) bestand aus 41 Athleten.

## Athleten nach Sportarten

### Badminton
| Mädchen - Madouc Linders | Jungen - Dennis Koppen |

### Basketball
Mädchen
- Kiki Fleuren
- Robyn Bouwer
- Zoë Slagter
- Evelien Lutje Schipholt

### Beachhandball
Mädchen
- Lisanne Bakker
- Anna Buter
- Marit Crajé
- Marit van Ede
- Zoë van Giersbergen
- Lieke van der Linden
- Lynn Klesser
- Amber van der Meij
- Nyah Metz

### Beachvolleyball
| Mädchen - Raïsa Schoon - Emi van Driel | Jungen - Matthew Immers Silber Doppel - Yorick de Groot Silber Doppel |

### Gewichtheben
Jungen
- Enzo Kuworge
Bronze  Klasse über 85 kg

### Golf
| Mädchen - Lauren Holmey | Jungen - Jerry Ji Bronze Einzel |

### Inline-Speedskating
| Mädchen - Marit van Beijnum | Jungen - Merijn Scheperkamp Bronze Einzel |

### Judo
| Mädchen - Marin Visser Silber Mannschaft | Jungen - Mark van Dijk Bronze Klasse bis 81 kg |

### Leichtathletik
Mädchen
- Alida van Daalen

### Reiten
Jungen
- Rowen van de Mheen
Silber  Springen Mannschaft

### Rudern
Mädchen
- Iris Klok
- Jessy Vermeer

### Schwimmen
Jungen
- Caspar Corbeau
- Juri Dijkstra
- Kenzo Simons

### Segeln
| Mädchen - Laila van der Meer Bronze Nacra 15 | Jungen - Bjarne Bouwer Bronze Nacra 15 - Luc Schmitz |

### Tennis
Jungen
- Jesper de Jong

### Triathlon
Mädchen
- Barbara de Koning

### Wasserspringen
Mädchen
- Dylan Vork